# Кратеуас
Кратеуас (лат. Krateuas, Kratevas, Crateuas или Cratevas) —
древнегреческий врач и фармаколог, прозвищу Ризотомист (Охотник за растениями, за корнем мандрагоры), живший около 100 г. до н. э.

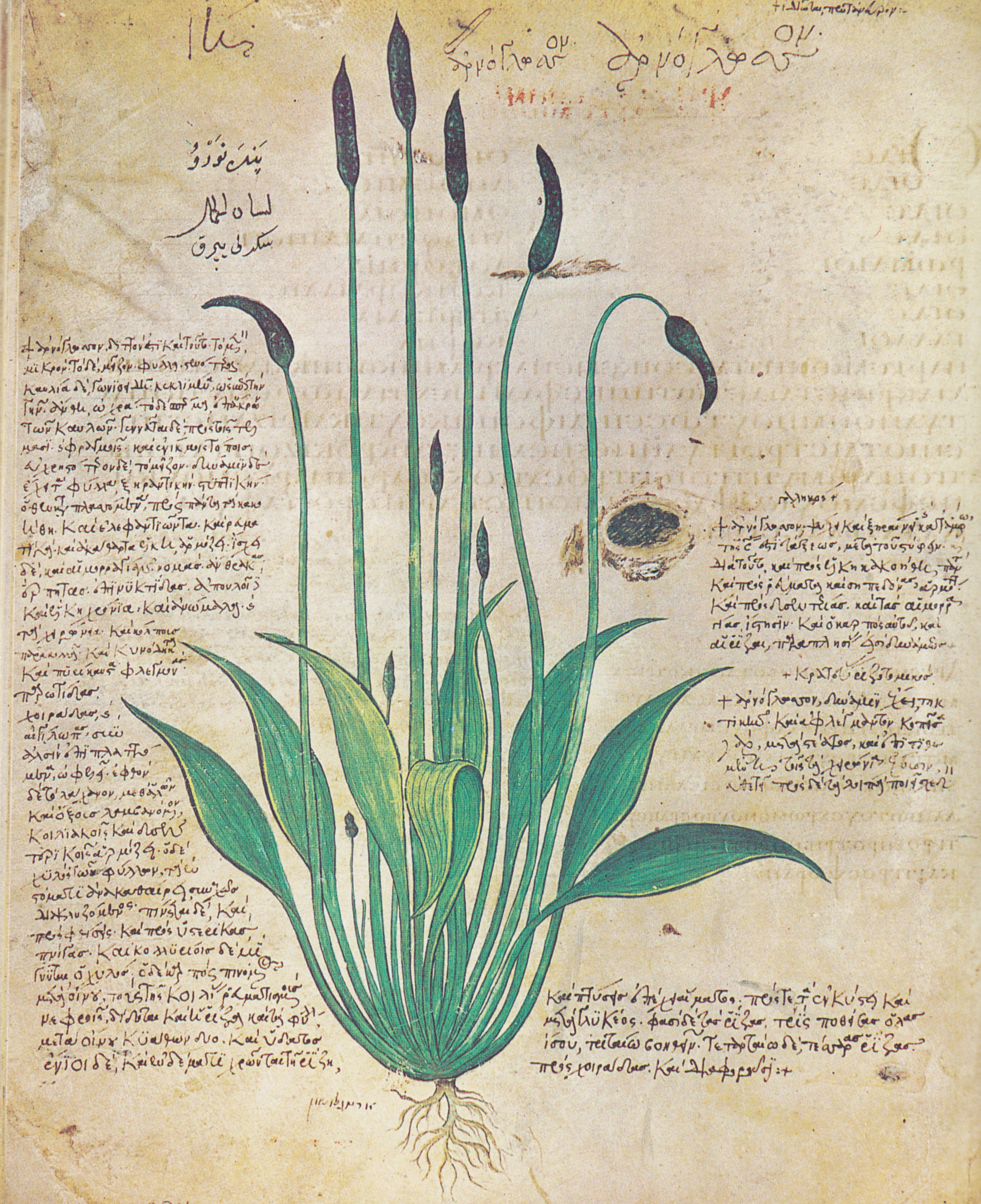
Иллюстрация подорожника в Венском Диоскориде

Кратеуас был личным врачом царя Понта Митридата VI Евпатора (120-63 гг. до н. э.).
Автор Травника из трех частей, в котором описал лечебные свойства растений. Написал второе, популярное издание с цветными изображениями, на которых растения были расположены в алфавитном порядке. Его называли «отцом иллюстрации растений».
Это первый известный травник, включавший изображения растений; он послужил образцом для многочисленных последователей.
На сегодняшний день известны только два фрагмента этого произведения в «Естественная история» Плиния Старшего, который писал, что Кратеуас нарисовал изображения растений и перечислил их свойства под изображениями.
Книга Кратеуаса была одним из основных источников «О лекарственных веществах» Диоскорида. В некоторых таблицах рукописи начала VI века, созданной для Аникии Юлианы в Константинополе, так называемого Венского Диоскорида, изображения подписаны короткими текстами, начинающимися с имени Crateuas.
Говорят, что в XVI веке в Константинополе всё ещё существовала иллюстрированная рукопись Кратеуаса.
Карл фон Линней назвал в честь Кратеуаса род Crateva род растений семейства Каперсовые (Capparaceae).